# Mausoleu de Zhao

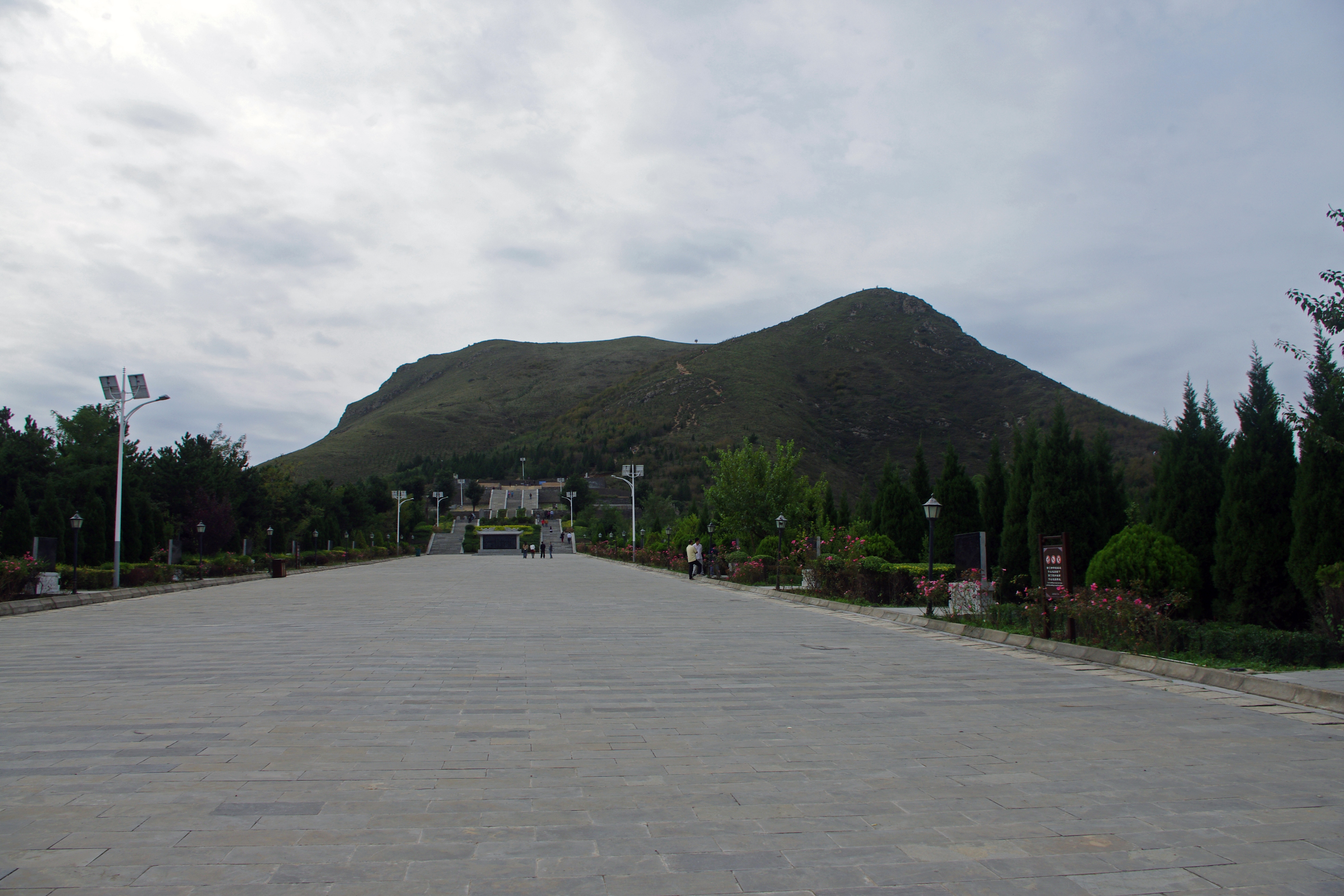
Mausoleu de Zhao

El Mausoleu de Zhao, situat a la muntanya Jiuzong, situat a la província de Shaanxi, a la República Popular de Xina. El mausoleu és la tomba de l'emperador Taizong de la dinastia Tang (599-649) i l'emperadriu Zhangsun, també coneguda com a Wende.
És el mausoleu de majors dimensions de la dinastia Tang. La tomba imperial està acompanyada per unes 200 tombes addicionals de persones properes a l'emperador Taizong. Els vestigis més rellevants que s'han trobat en aquesta tomba són els relleus en pedra representant els sis cavalls preferits de l'emperador Taizong. Actualment, quatre d'aquests els trobem exposats al museu de Xi'An, i els dos restants es troben al museu de la Universitat de Pennsilvània, als Estats Units.
Tang Taizong va ser un dels emperadors més destacats de la història xinesa. El seu mausoleu ha atret considerable atenció no només per la seva importància històrica sinó per al seu disseny. El complex del Mausoleu de Zhao és únic entre els mausoleus imperials en especial per la presentació innovadora de monuments de pedra associats, incloent-hi els sis relleus de pedra representant sis cavalls, coneguts com a Zhaoling Liujun (els sis relleus dels cavalls de Zhaoling).

## La Muntanya Juizong
El Mausoleu de Zhao està situat a la muntanya de Jiuzong, que literalment es tradueix com a "nou pics" o "nou crestes". Tal com indica el seu nom consta de nou crestes que descendeixen des de dalt fins a un terreny irregular de congostos i barrancs a l'est i l'oest, un penya-segat al sud i un pendent al nord. La muntanya s'eleva a 1.200 m per sobre del nivell del mar.

## Disposició general
La formació del Mausoleu de Zhao va començar després de la mort de l'emperadriu Wende a mitjans del regne de Zhenguan (636) i va continuar fins cent anys després de l'enterrament de Taizong. El nombre d'enterraments d'oficials militars amb mèrits i membres imperials fa que el mausoleu de Zhao sigui el més gran entre els divuit mausoleus Tang a Shaanzi i probablement un dels mausoleus reals més grans del món. L'àrea que ocupava era de 60 km i un total de 20.000 hectàrees. Se li va donar el nom baicheng (ciutat dels Ciprés) a causa de la curosa planificació del paisatge.
- El palau mortuori: conegut com a Xuangong o Yuangong, és el lloc d'enterrament de l'emperador Taizong. Tallat al costat sud de la muntanya, està localitzat al cor de Jiuzong, amb un passatge de 232,5 m de llargada. La princesa Wende va ser enterrada aquí, i a la part posterior hi ha cinc portes de pedra. Es van construir cases per a les dames de palau per a dur a terme serveis per a l'emperadriu com si encara fos viva. S'hi havia construït també una rampa per a poder accedir-hi, però després de l'enterrament de Taizong, es va retirar per seguretat i evitar robatoris. Tot i els esforços, hi va haver robatoris. Segons un d'aquests lladres, Wen Tao, la tomba era espaiosa i luxuriosa, així com llibres preuats i cal·ligrafia. També s'insinua que la tomba estava decorada amb murals colorits i preciosos, i les excavacions d'altres tombes com les de la princesa Yongtai (706) o el príncep Yide (706) podrien demostrar que com aquestes, la tomba de Taizong tenia també precioses pintures murals.[9]
- El penya-segat sud: A causa de la forma geogràfica de la muntanya, el penya-segat sud només permet un espai limitat per a estructures arquitectòniques. Les restes arqueològiques ens permeten identificar algunes d'aquestes estructures: La porta sud i dues portes de la torre i el Xiandian, l'estructura principal del mausoleu de Zhao, el lloc on es feien les cerimònies d'homenatges o per oferir sacrificis.[10]
- El pendent nord: aquest pendent constava d'una terrassa posicionada des del sud fins al nord, que permetia tenir una estructura per a construir la majoria de les estructures del mausoleu de Zhao. Tenia una superfície total de 86 m des del sud fins al nord amb una amplada de 61 m. Entre l'est i l'oest, acabant als congostos d'ambdós cantons. L'axis de construcció era de sud-nord i simètricament a l'est-oest, i gràcies a això s'ha pogut deduir l'estructura basant-nos en les restes que han sobreviscut del cantó oest. S'han trobat restes arquitectòniques de la dinastia Tang, Ming i Qing.[11]
- Qingong: el Qingong (Palau del repòs o Palau interior), també conegut com a Xiagong (Palau inferior), es troba al sud-oest del mausoleu de Zhao. Hi ha la creença que l'esperit o ànima de qui hi està enterrat porta una vida normal en aquest palau. També era la residència de les dames de palau qui proveïen serveis als difunts i per als oficials i treballadors qui feien guàrdia i patrullaven el mausoleu.[12]
- Tombes auxiliars: el mausoleu de Zhao consta d'un gran grup de tombes auxiliars. Quan Taizong va triar la muntanya de Juizong com a lloc de repòs, també va establir un sistema de tombes auxiliars. Més de 100 tombes auxiliars van ser construïdes, formant un cementiri imperial gegant que s'estenia a la plana sota la cara sud de la muntanya. Els ocupants de les tombes es poden classificar en tres grups: els membres de la família imperial de sang o política; oficials amb mèrits, tant civils com militars i tant xinesos com estrangers; i familiars directes d'ocupants d'aquestes tombes. Hi ha fins a cinc tipus de tombes diferents entre les 193 tombes auxiliars.[13]

## Monuments de Pedra
Els vestigis més importants del Mausoleu de Zhao són els monuments de pedra: els sis relleus de cavalls, les catorze estàtues d'oficials i l'estela de l'emperadriu. Addicionalment, dos lleons de pedra trobats a un poble pròxim i un gran nombre d'esteles erigides a les tombes auxiliars.

## Els sis relleus de cavalls

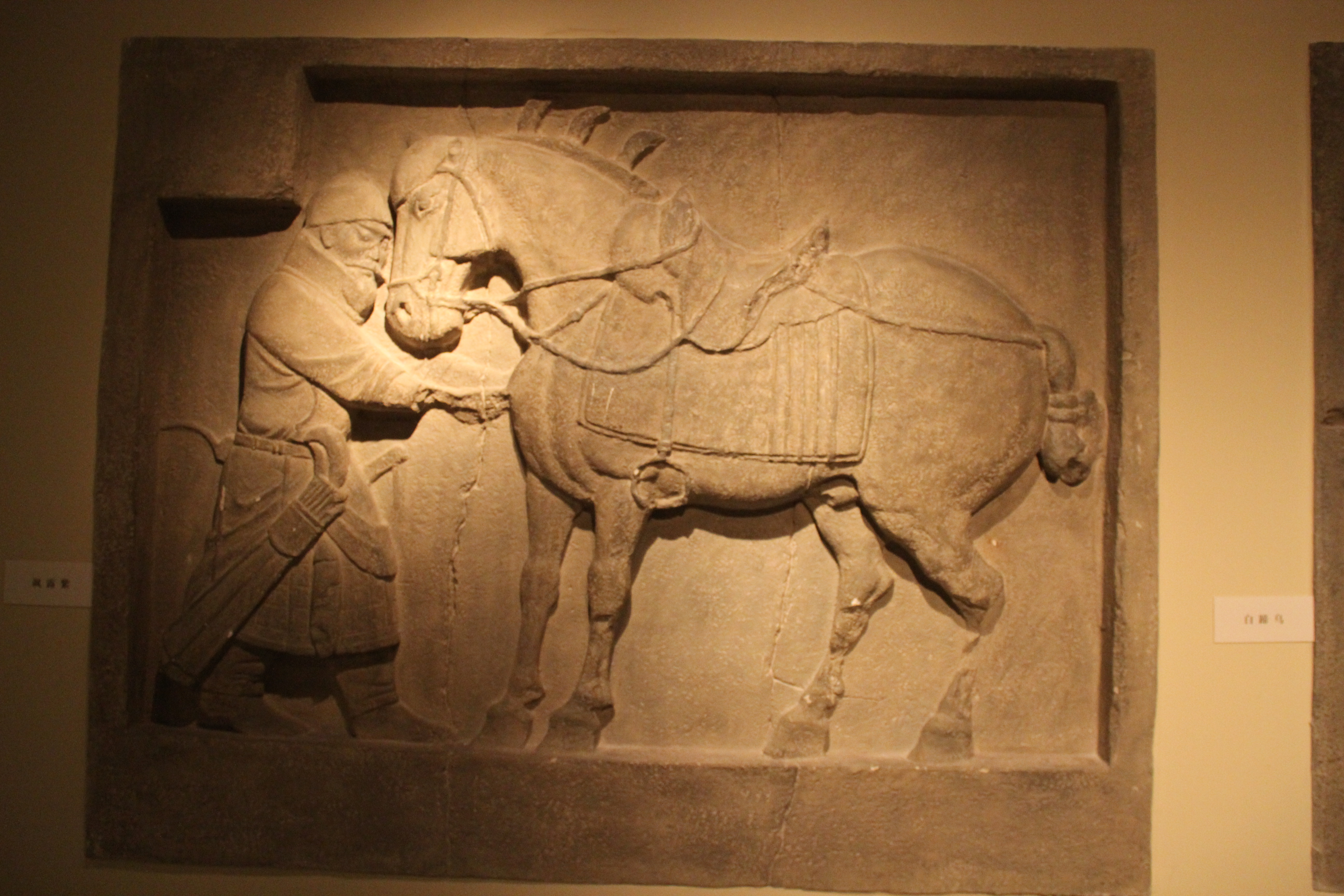
Un dels relleus dels cavalls, amb un home retirant-li una fletxa del pit. Beilin Stone Museum, Xi'an

L'any 618, després de l'arribada del seu pare al tron com a mandatari de la dinastia Tang, l'emperador Taizong, en aquell moment Príncep de Qin, va continuar la seva carrera militar sotmetent els rivals enemics del nou règim. Els sis cavalls representats als relleus van portar-lo a les grans victòries i la conquesta de grans territoris absorbits per la dinastia. Tenia gran afecte a aquests cavalls, ja que estaven íntimament connectats amb els triomfs militars que van permetre-li ascendir al tron el 626.
En el moment de plantejar i construir el seu propi lloc d'enterrament a Jiuzong, va triar els sis cavalls d'entre molts que va utilitzar i va ordenar que les seves imatges fossin gravades en plaques de pedra per al seu mausoleu. Cadascuna de les plaques de pedra mesuraven 0,17 m d'alçada, 0,20 m d'ample i 0,40 m de gruix. Els cossos dels cavalls estan realitzats en baix relleu. Tres dels sis es troben en una postura galopant, dos caminant i el que resta està dempeus amb un home extraient-li una fletxa que se li ha clavat al pit. Quatre dels cavalls també estan representats amb les fletxes que han rebut durant el combat. Els cavalls estan representats amb les cabelleres emmerletades i seients de cinc ratlles. Cada placa té un espai quadrat a la cantonada dreta o esquerra on hi ha inscrit el nom de cada animal i un poema elogiós.
Els noms dels cavalls són:
- Saluzi
- Telebiao
- Quanmaogua
- Qinzhui
- Baidiwu
- Shifachi[18]

## Les catorze estàtues d'oficials
Es creu que les estàtues van ser executades per ordre de l'emperador Gaozong durant el seu mandat, tot i que no es pot especificar un any en concret. La llista dels catorze oficials ha estat registrada en textos amb diverses inconsistències i errors. Durant tres excavacions els anys 1965, 1982 i 2002 es van poder trobar unes 40 peces amb les quals s'han pogut identificar tretze dels catorze oficials. Addicionalment, tretze caps i onze torsos han pogut ser restaurats o reconeguts. Les descripcions detallades d'aquests oficials indiquen que les estàtues van ser executades a partir de detalls reals. Les estàtues de mida real capturen les característiques de cada oficial i els representa amb les seves característiques facials i estils de cabells, vestits ètnics originals així com les seves armes. Les catorze estàtues juntament amb els sis relleus distribuïts en dues files davant de la tomba de Teizong, crea un ambient solemne i majestuós. A diferència d'altres escultures de tombes, d'ús cerimonial, aquestes representaven els èxits polítics aconseguits per l'emperador Taizong.

## L'estela de l'emperadriu
L'estela de l'emperadriu Wende va ser la primera a col·locar-se al mausoleu de Zhao. El mateix emperador Taizong va compondre el text i va ordenar la creació de l'estela. Va ser vista per última vegada durant la dinastia Ming (1368-1644) i redescoberta el 2001 després de cinc-cents anys de desaparició. L'estela, situada a la quarta plataforma, té una inscripció de la dinastia Ming. Mesura 1,22 m d'alçada, 0,67 m d'amplada i 0,40 de gruix, sent la més gruixuda de les esteles del mausoleu. Aparentment, l'estela va ser tallada i reconstruïda en una estela Ming. Havia tingut a la part superior sis dracs sense banyes i havia estat reutilitzada per a servir com a base per una altra estela. La base d'aquesta mateixa estela ha estat trobada, partida en dos.